# 阿虫

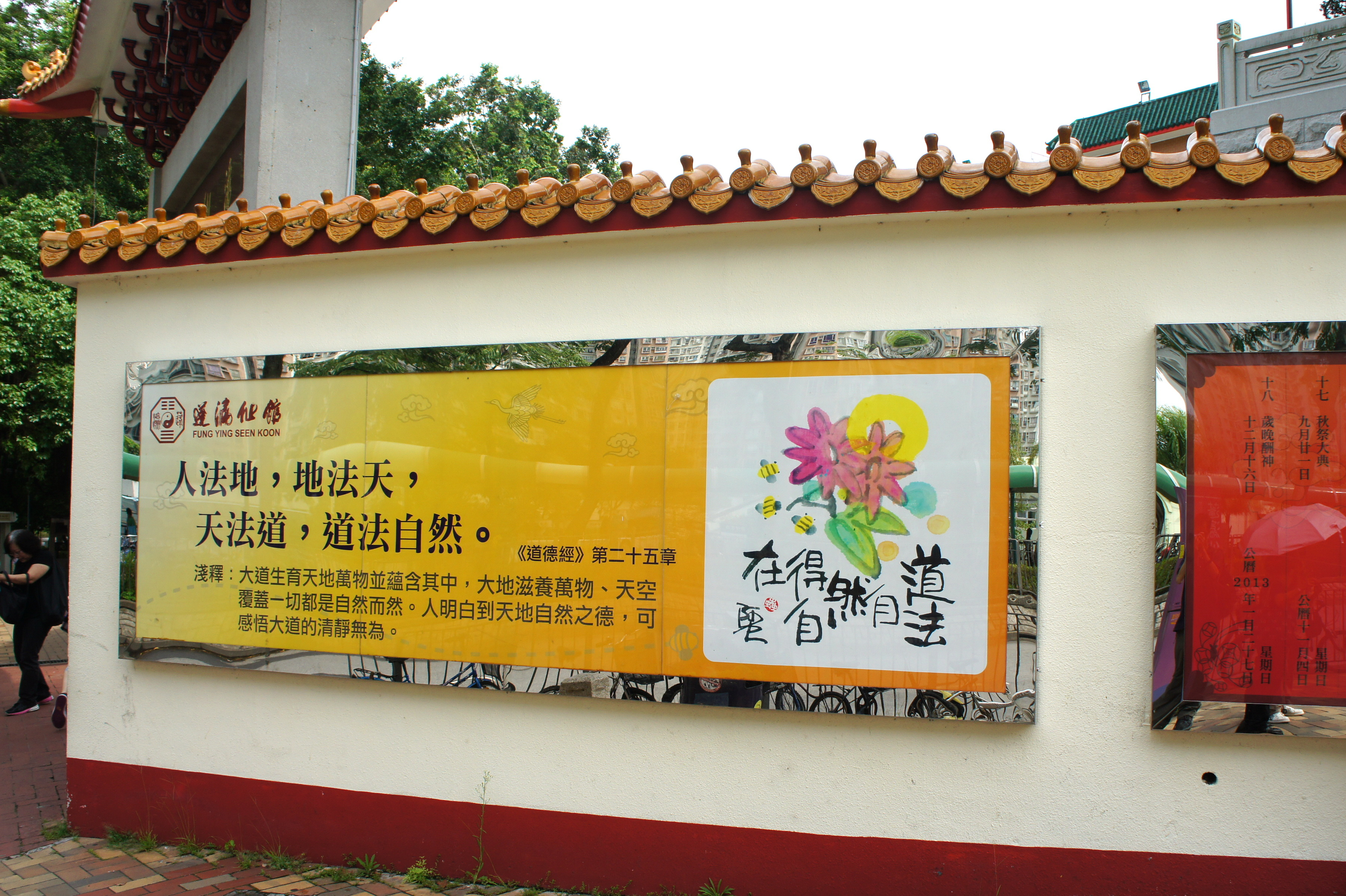
香港蓬瀛仙館近正門圍牆上有嚴以敬（阿虫）的作品「道法自然得自在」

嚴以敬（1933年8月8日—2018年8月12日），筆名阿虫，出生於廣東省廣州市，香港漫畫家。2018年8月11日因突發性的心臟衰竭於美國洛杉磯家中離世，享年85歲。

## 生平
嚴以敬在廣州出生並讀小學，後移居香港，全家人就住深水埗一個牀位，由於生活貧困，讀了兩年中學就開始出來做工，曾做過學徒、小販和礦工。他無聊時便拿起紙筆畫下來，漸漸培養出繪畫的興趣。到19歲時開始習畫，原為政治漫畫家，自1984年起他對政治漫畫感到厭倦，移民美國後改以阿虫為名發表畫作，創作一系列的生活水墨畫小品，作品刊載於《快報》及《天天日報》；自嘲「不能成龍，只好成虫」。
2002年，嚴以敬曾於中環閣麟街某大廈的地下經營畫室，佔地600平方呎，到2008年因無法負擔租金而結業。

## 外部連結
- 聯絡阿虫有關原作及授權事務（页面存档备份，存于）